# 海林市
海林市是中华人民共和国黑龙江省下辖的一个县級市，由牡丹江市代管。位于黑龙江省东南部，牡丹江中游，邻接吉林省。市人民政府驻人民大街。
根據牡丹江市城市規劃局的《城市未來發展規劃藍圖》，海林市將連同寧安市將在今後被規劃爲牡丹江市的一個行政區。

## 历史
旧石器时代晚期，已有人类生息繁衍，在辖区内发现了多处原始社会时期的遗址和遗物点，出土了数量可观的打制石器和磨制石器。
商周时代，海林县是满族先民肃慎人的重要活动地域之一。海林地区当属满族的主要发祥地之一。
汉晋时代，海林县挹娄管辖。
南北朝时代，则归勿吉管辖。
隋唐时代属靺鞨，武则天圣历元年（698年）靺鞨人建立震国，海林地区属震国管辖。
开元元年（713年）震国改称渤海国，海林地区属上京龙泉府，归唐忽汗洲管辖。
辽代初期归东丹国，后归博罗满达勒部生女真南境。
金代初期属东京，后划归会宁府南境，再划归率宾府。
元初属南京万户府，后归合兰府硕达勒达路呼尔哈军民万户府南境。
明代初期归努尔干都指挥司统辖，万历年间改为窝集部宁古塔。
清顺治十年（1653年），设宁古塔昂邦章京，后改镇守宁古塔等处将军府，驻地即为现在的海林县旧街乡。宁古塔搬迁后，全境归属设在宁古塔新城（今宁安）的军政机构管辖，直至清朝灭亡。民国初期和东北沦陷时期，全境隶属宁安县。
1929年—1931年，以金佐镇为首的流亡中国东北的朝鲜无政府主义者在以海林为中心的北满地区建立无政府共产主义社区——在满韩族总联合会。
1945年8月，东北抗日联军占领海林。1946年9月，成立新海县。1948年，新海县与五林县合并成立海林县。1956年3月，撤销海林县建制，辖境分别划属宁安、林口县和牡丹江市郊区。1962年10月，恢复海林县，隶属牡丹江专员公署。1983年10月，划为牡丹江市辖县。1992年改设县级市。

## 人口
根据第七次人口普查数据，截至2020年11月1日零时，海林市常住人口为292755人。

## 行政区划
海林市下辖8个镇：
海林镇、长汀镇、横道镇、山市镇、柴河镇、二道镇、新安朝鲜族镇、三道镇、牡林工程公司街道、柴河林机厂街道、大海林林业局、海林林业局、柴河林业局、海林农场和山市种奶牛场。
根据黑龙江省民政局批复，海南朝鲜族乡划入牡丹江市西安区管辖。

## 交通
- 301国道过境。

## 资源
海林是全国重点林木加工基地，森林覆盖率71.3%，活立木蓄积量1.6亿立方米，盛产柞木、桦木、杨木和椴木，拥有水曲柳、胡桃楸、黄菠萝等珍稀树种。

## 旅游
第四批全国重点烈士纪念建筑物保护单位：杨子荣烈士陵园